# Раевский, Георгий Владимирович
Георгий Владимирович Раевский (24.06 (07.07).1909, Киев — 23.05.1975, там же) — советский учёный, доктор технических наук, лауреат Ленинской премии и Государственной премии СССР.

## Биография
Дворянского происхождения. Смолоду болел костным туберкулёзом и хромал.
После окончания Днепропетровского института инженеров транспорта (1932) работал на строительстве завода «Запорожсталь».
С 1936 года в Институте электросварки АН УССР. Кандидат технических наук (1943). В 1946—1949 старший научный сотрудник отдела рационализации сварочных процессов. С 1949 г. зав. лаборатории рационализации сварных конструкций.
Ученик и сотрудник Е. О. Патона.
Доктор технических наук (1963), профессор (1964). Автор более 20 крупных изобретений. Решил задачу строительства крупных нефтехранилищ путём сворачивания плоских полотнищ.
Ленинская премия 1958 года.
Государственная премия СССР 1976 года.
Награждён орденом «Знак Почёта» и медалями.
Умер 23 мая 1975 года после непродолжительной тяжёлой болезни. Похоронен на Байковом кладбище (северная часть участка № 33).